# Nymphoides indica
Nymphoides indica es una planta acuática perteneciente a la familia Menyanthaceae. Se distribuye por América tropical.

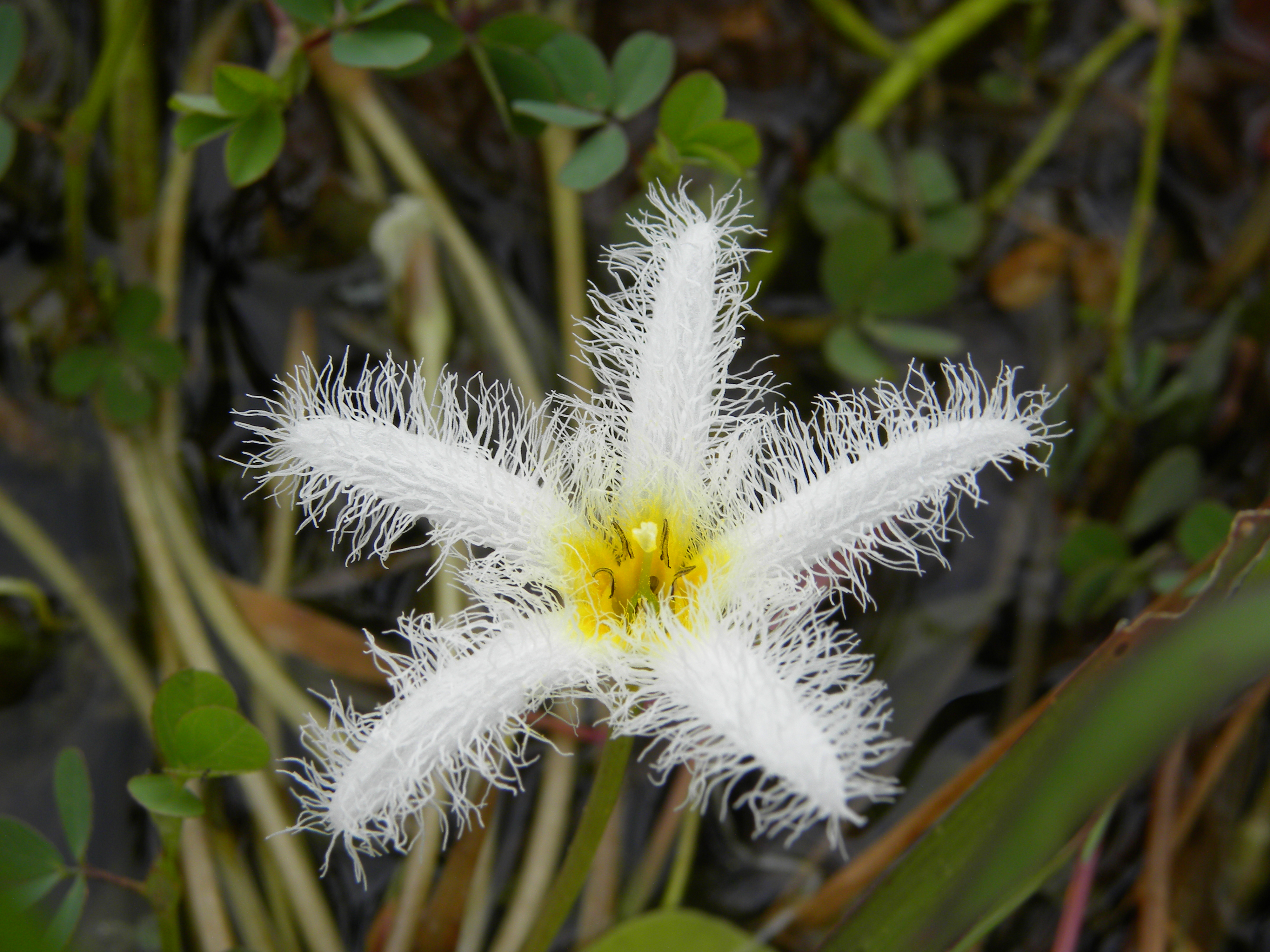
Detalle de la flor

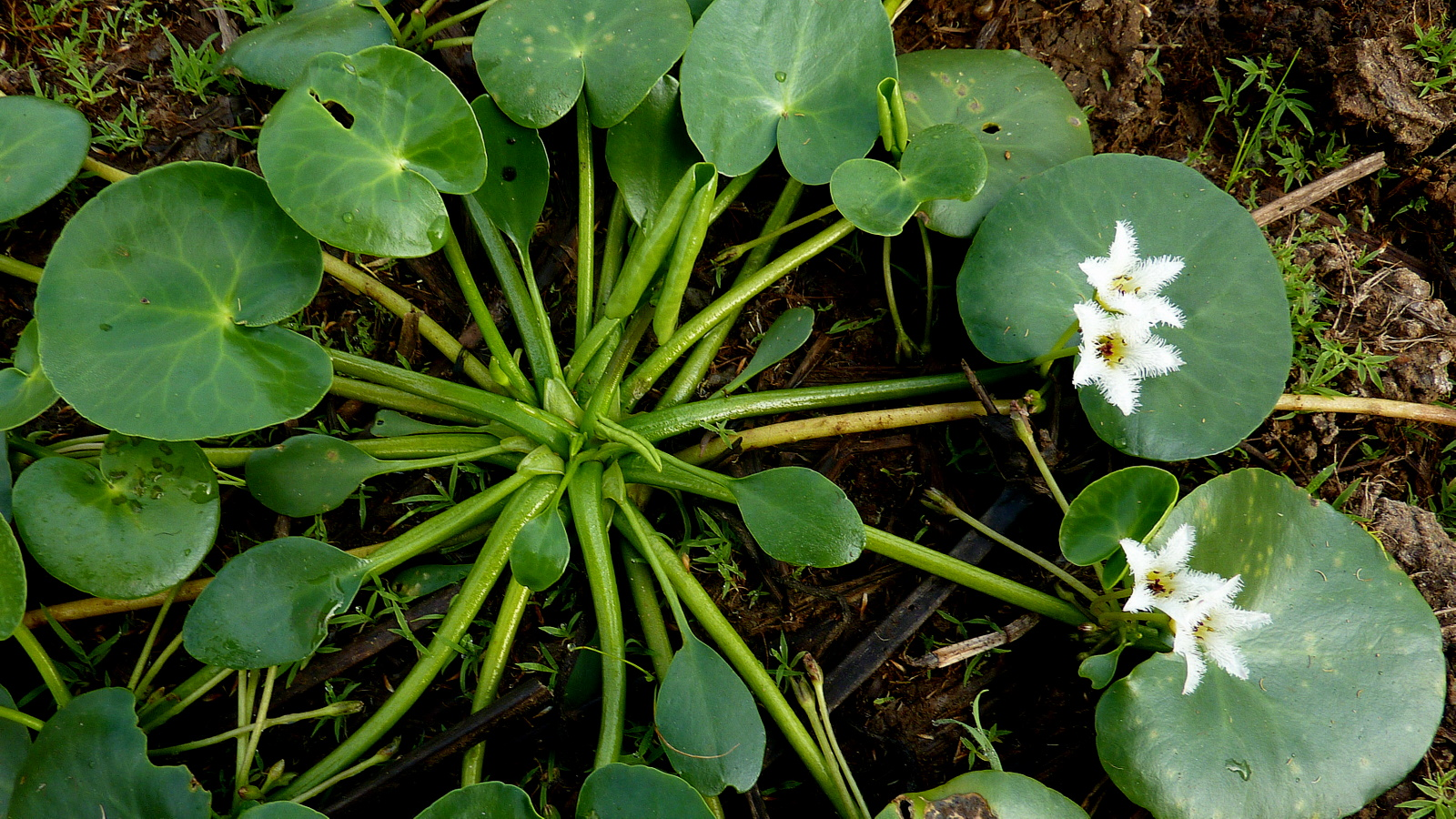
Detalle

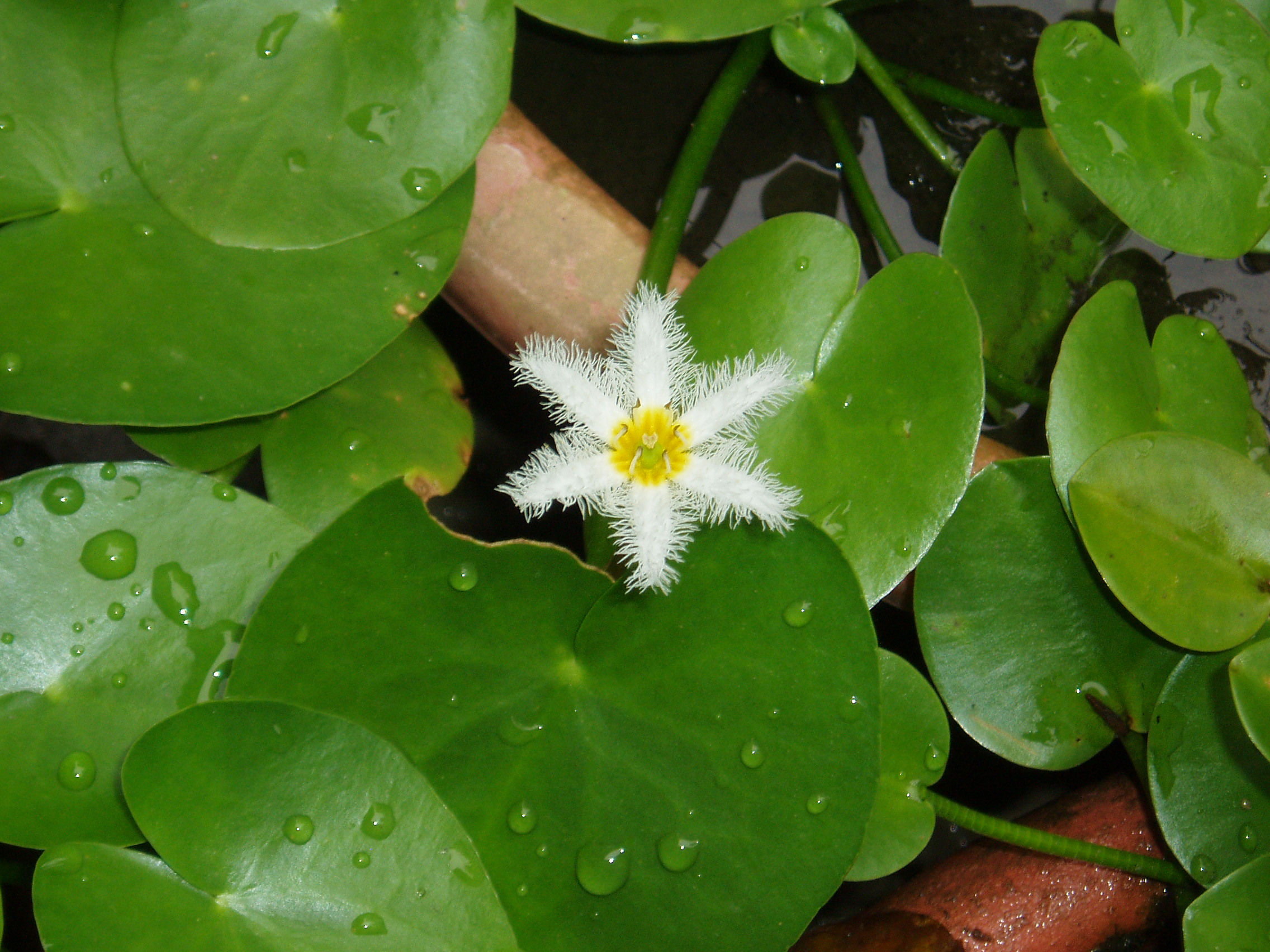
En su hábitat

## Descripción
Tiene rizomas cortos y glabros, los tallos a veces alargados y con apariencia de pecíolos, variando en longitud de acuerdo a la profundidad del agua en que crecen, a veces ramificados en el ápice. Hojas flotantes, ampliamente ovadas a orbiculares, 3–25 cm de diámetro, ápice redondeado, base profundamente cordada, ligera a prominentemente peltada, a veces rojizas en el envés; pecíolos 0.5–7 cm de largo. Inflorescencia un fascículo axilar, pedicelos 2–11 cm de largo, erecta y emergente en la antesis, flores distilas; cáliz connado en la base, lobos lanceolados, 4–7 mm de largo, persistente; corola profundamente lobada, 8–15 mm de largo, blanca con el centro amarillo, lobos delicados cuando secos, conspicuamente fimbriados internamente, con tricomas hasta 3 mm de largo; estambres 4–10 mm de largo, anteras introrsas; pistilo 4–12 mm de largo, estilo persistente cuando en fruto. Fruto capsular, globoso a elipsoide, 4–7 mm de largo, con dehiscencia irregular; semillas lenticulares, 1.2–1.8 mm de largo, de color crema, brillantes.

## Distribución y hábitat
Localmente común en ambientes acuáticos permanentes y aguas tranquilas, en todas las zonas  circumtropicales.

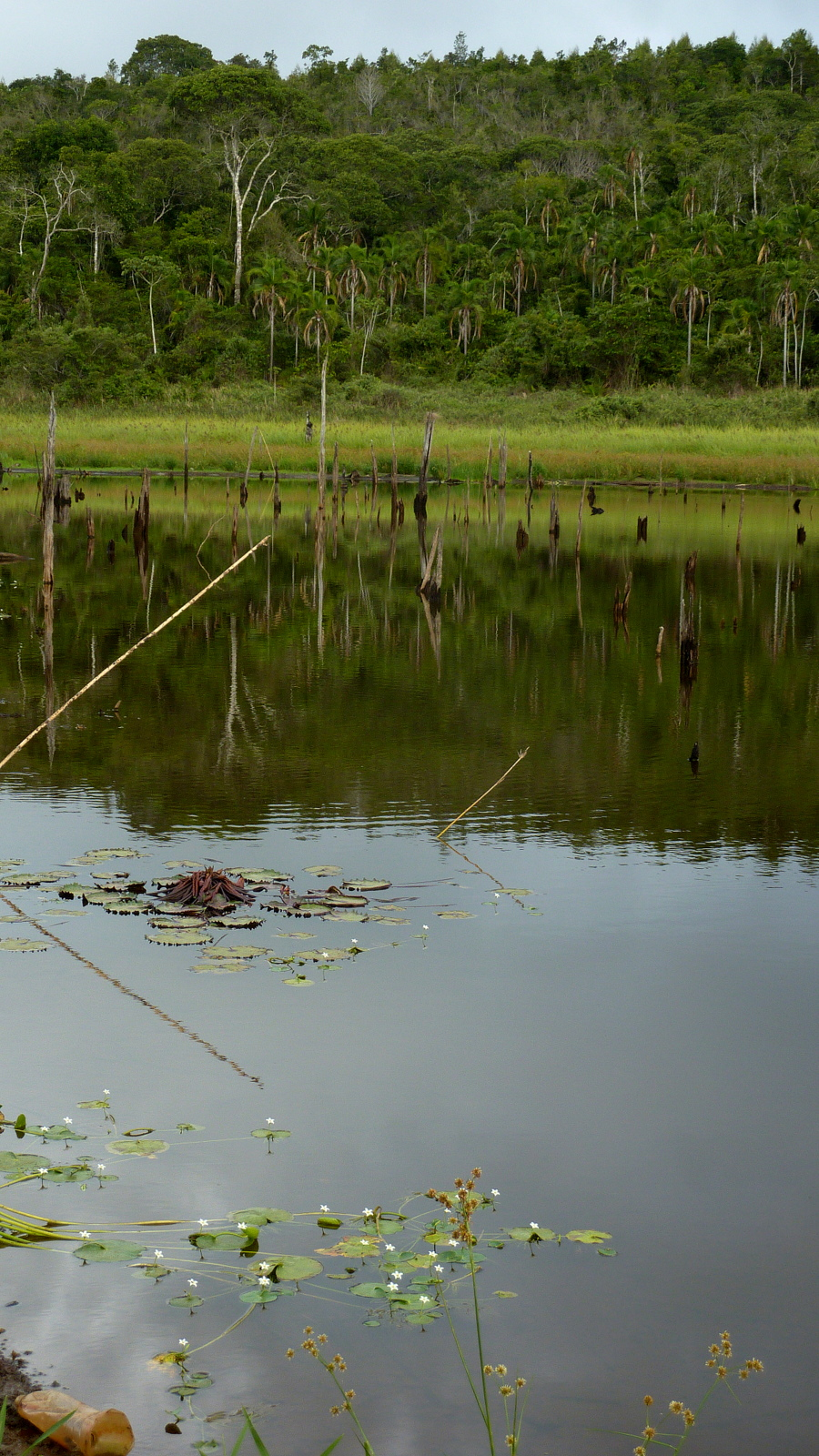
Hábitat

## Taxonomía
Nymphoides indica fue descrita por (L.) Kuntze y publicado en Revisio Generum Plantarum 2: 429. 1891.
Sinonimia
- Limnanthemum esquirolii H. Lév.
- Limnanthemum humboldtianum (Kunth) Griseb.
- Limnanthemum humboldtianum var. parviflorum Griseb.
- Limnanthemum indicum (L.) Griseb.
- Limnanthemum senegalense N.E.Br.
- Limnanthemum thunbergianum Griseb.
- Menyanthes brasilica Vell.
- Menyanthes indica L.
- Menyanthes petioliflora Stokes
- Nymphoides humboldtiana (Kunth) Kuntze
- Nymphoides thunbergiana (Griseb.) Kuntze
- Trachysperma humboldtiana (Kunth) House
- Villarsia communis A.St.-Hil.
- Villarsia glandulosa Griff.
- Villarsia humboldtiana Kunth
- Villarsia indica (L.) Vent.
- Villarsia nymphaeifolia Fraser
- Villarsia platiphylla A.St.-Hil.
- Villarsia rheedei Kostel.
- Villarsia senegalensis G. Don
- Villarsia simsii G.Don
- Villarsia swartzii G.Don
- Villarsia trachysperma F.Muell.[2]